# Adem Huduti

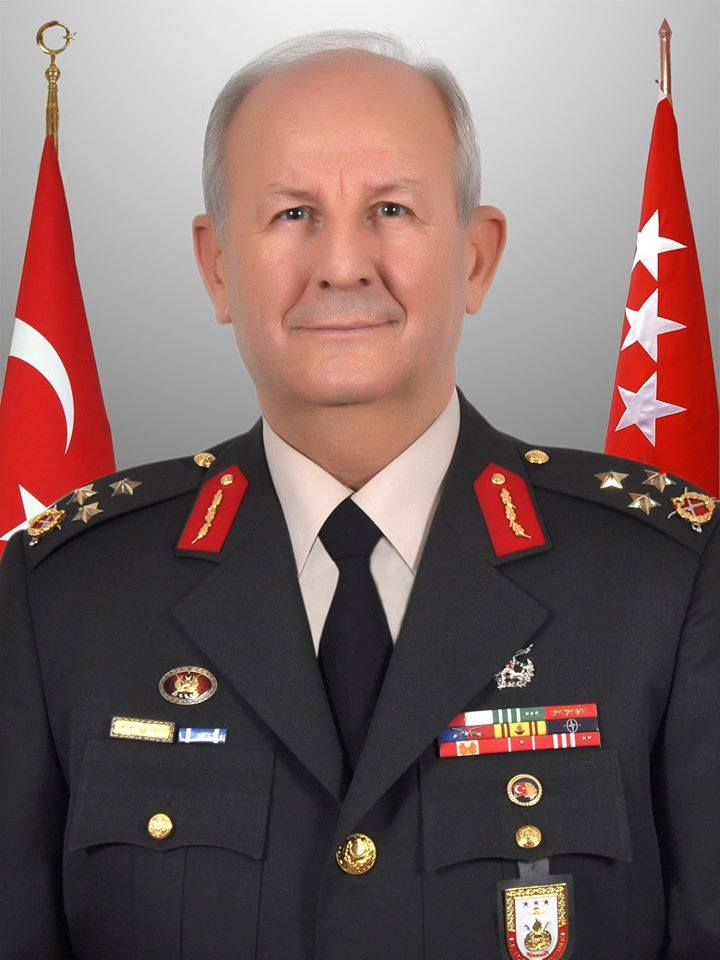
Adem Huduti

Adem Huduti (* 1952 in Jugoslawien) ist ein türkischer General.
Huduti wurde in einer bosniakischen Familie in der Nähe von Prizren im Kosovo in der Sozialistischen Föderativen Republik Jugoslawien (Föderativen Volksrepublik Jugoslawien) geboren. Er wuchs ab Ende der 1950er Jahre in der Türkei auf und besuchte die Kuleli-Militärschule in Istanbul. Er trat in das türkische Heer ein. Er graduierte 1973 von der Militärakademie/Heeres-Offizierschule (Kara Harp Okulu) in Ankara und wurde zum Leutnant befördert.
Danach besuchte er die Infanterieschule (Piyade Okulu) in Istanbul und wurde verschieden u. a. im Logistikbereich verwendet. Zwischenzeitlich absolvierte er von 1985 bis 1987 die Militärakademie (Kara Harp Akademisi) in Istanbul. Von 1993 bis 1996 war er für die NATO in Izmir und in Bosnien und von 1996 bis 1998 im Hauptquartier Allied Forces Southern Europe (AFSOUTH) in Neapel, Italien tätig. Für mehrere Monate war er 2002 im Rahmen von ISAF in Kabul, Afghanistan stationiert.
Er wurde wie folgte befördert: Brigadegeneral (1999), Generalmajor (2004) und General (2014). Von 2014 bis 2016 war er Kommandeur der 2. Türkischen Armee in Malatya. Er führte den Oberbefehl über die umstrittenen Militäroperationen gegen die militante kurdische Untergrund- und Terrororganisation PKK in Diyarbakir und Cizre.
Er ist Träger der NATO-Medaille und von türkischen Ehrenzeichen.
Im Zuge des Putschversuchs in der Türkei 2016 wurde Huduti als ranghöchster General verhaftet.
Huduti ist verheiratet und Vater eines Kindes.